# Вила Мађоре (Терамо)
Вила Мађоре (итал. Villa Maggiore) је насеље у Италији у округу Терамо, региону Абруцо.
Према процени из 2011. у насељу је живело 107 становника. Насеље се налази на надморској висини од 221 м.